# Cowane’s Hospital

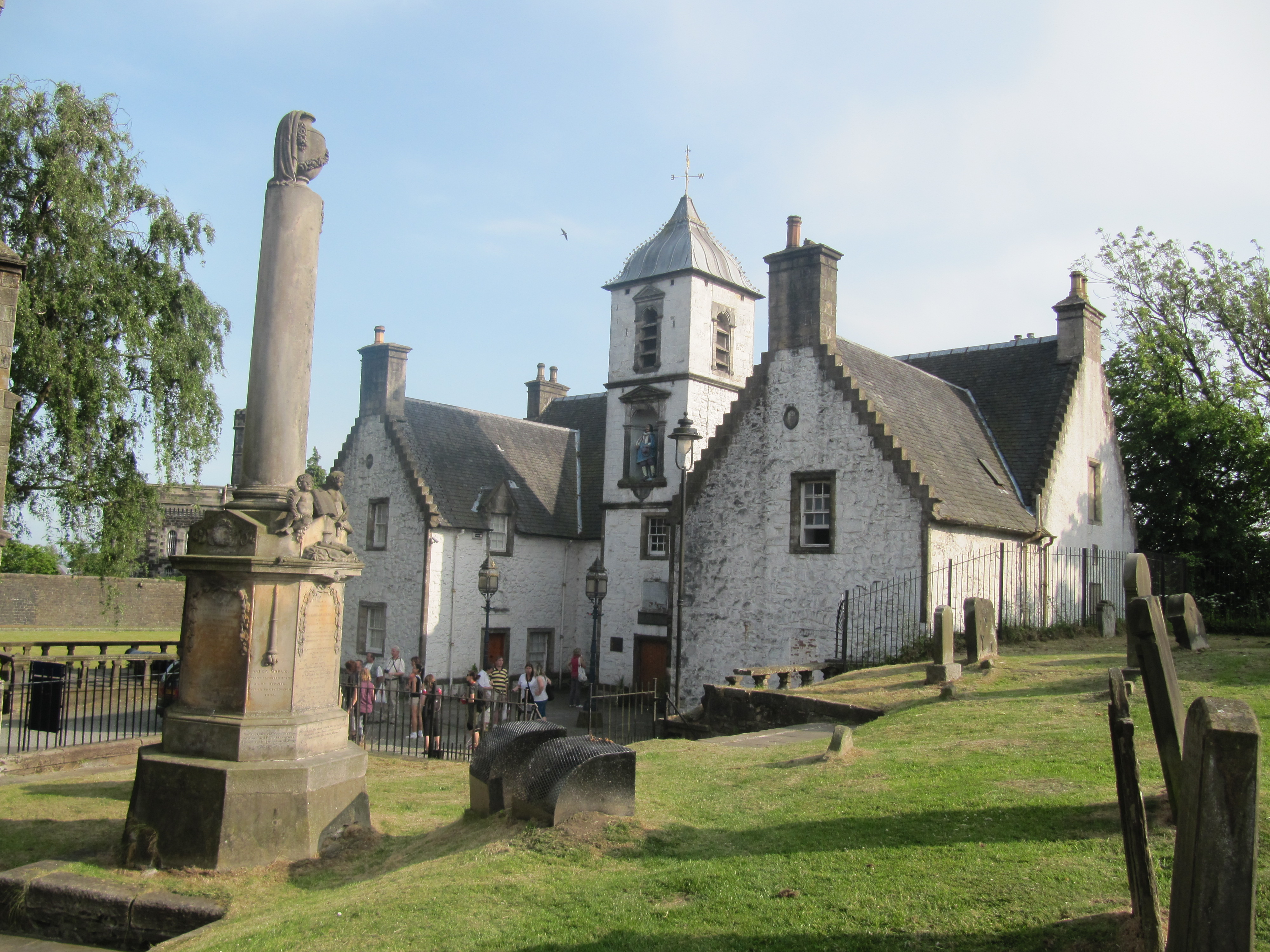
Cowane’s Hospital

Das Cowane’s Hospital ist ein ehemaliges Armenhaus in der schottischen Stadt Stirling in der gleichnamigen Council Area. Es steht zwischen der Church of the Holy Rude und dem Alten Stadtgefängnis von Stirling. 1965 wurde das Bauwerk in die schottische Denkmalliste in der höchsten Denkmalkategorie A aufgenommen. Eine ehemalige zusätzliche Einstufung als Scheduled Monument wurde 1999 aufgehoben. Zusammen mit der zugehörigen Sonnenuhr bildet Cowane’s Hospital außerdem ein Denkmalensemble der Kategorie A. Die Sonnenuhr ist separat als Kategorie-B-Bauwerk klassifiziert.

## Geschichte
Mit seinem Tode im Jahre 1633 stiftete der Politiker John Cowane, der in John Cowane’s House in Stirling lebte, einen Geldbetrag zur Einrichtung eines Armenhauses. Den Entwurf fertigtete der königliche Steinmetz John Mylne, der zur selben Zeit die Tron Kirk in Edinburgh plante. Der 1637 durch James Rynd begonnene Bau war 1643 weitgehend abgeschlossen. Das Cowane’s Hospital bot zwölf Personen Raum. Um 1648 wurden Ergänzungen vorgenommen. Vermutlich um 1724 wurde das Gebäude zu einem Gildenhaus umgebaut. Hierzu wurden die Raumunterteilungen entfernt und das Cowane’s Hospital in zwei große Hallen unterteilt. Bei der Choleraepidemie 1832, bei der rund ein Drittel der Einwohner Stirlings verstarb, diente das Cowane’s Hospital als Isolierkrankenhaus. Bei einer Umgestaltung im Jahre 1852 erhielt das Gebäude seine heutige Aufteilung.